# Мамадаков Амаду Васильович
Амаду Васильович Мамадаков (нар.. 26 жовтня 1976, Онгудайський район, Горно-Алтайська автономна область, Російська РФСР, СРСР) — російський актор театру і кіно, театральний режисер, заслужений артист Республіки Алтай і Республіки Тива. Набув популярності завдяки ролі рядового Темдекова у фільмі «Зірка».

## Біографія
Народився 1976 року в селі Єло Онгудайського району Гірсько-Алтайської автономної області. У 1997 році закінчив Вище театральне училище імені М. С. Щепкіна (курс Володимира Селезньова). Один сезон пропрацював у Гірсько-Алтайському драматичному театрі. Повернувшись до Москви, вступив на режисерський факультет ГІТІС (курс Андрія Гончарова). З 2002 року служить у театрі «Et cetera». Як режисер ставить спектаклі в інших театрах: Горно-Алтайському, театрі Арт-Хаус, ЦДРІ. Викладає у Національній Алтайській студії Вищого театрального училища (інституту) ім. М. С. Щепкіна.
У 2004 році Амаду Мамадаков одружився з актрисою театру Галиною. Через якийсь час народилася дівчинка Дея.

## Визнання та нагороди
- Заслужений артист Республіки Тива
- Заслужений артист Республіки Алтай
- Лауреат премії І. Чорос-Гуркіна за внесок у розвиток культури Алтаю

## Творчість

### Ролі у театрі
- 1999 — «Конкурс» Олександра Галіна, режисер Олександр Галін — Тецудзін Аокі
- 2000 — «Шейлок», режисер Роберт Стуруа — Світа принца Марокканського
- 2006 — «Придушувати і збуджувати», режисер Олександр Калягін — Проповідник
- 2007 — «Пожежі», режисер Важді Муавад — Симон, Солдат

### Режисерські роботи у театрі
- «Забути Герострата», театр «Арт Хаус»
- «Королівські ігри» Григорій Горіна у Горно-Алтайському державному національному драматичному театрі
- «Винищувач класу „Медея“» М. Курочкіна в ЦДРІ

### Ролі у кіно
- 2002 — Зірка — рядовий Темдеков
- 2002 — Розпечена субота
- 2002 — Марш Турецького 3 — Цой
- 2003 — Баязет — парламентарій
- 2003 — Сибірка — Ахмед
- 2003 — Москва. Центральний округ — Геннадій Банзаров
- 2003 — Таксист — Талгат
- 2003 — Таксистка — китаєць
- 2004 — 72 метри — матрос Мукамбетов
- 2004 — 33 квадратні метри — Хусанбай, товариш по службі Сергія
- 2004 — Багатство — Кобаясі, японський шпигун
- 2004 — Євлампія Романова. Слідство веде дилетант 2 — «Китаєць»
- 2004 — Зірочот — Чилієць
- 2004 — Москва. Центральний округ 2 — Геннадій Банзаров
- 2004 — Мисливці за іконами — Тенгіз
- 2004—2005 — Солдати 1-4 — рядовий Іван Вакутагін
- 2005 — 9 рота — старший сержант Курбаші Еркенбаєв «Медицина»
- 2005 — Взяти Тарантину — племінник
- 2006 — Крапка — Славік
- 2007 — Монгол — Таргутай
- 2007 — Солдати-12 — кухар Іван Вакутагін
- 2007 — Морська душа — кок Іван Вакутагін
- 2008 — Захист — Югір Кадир Берсаєвич / Мурза Кубаєвич Милтыкбаєв
- 2008 — Щасливі разом (3-й сезон) — Іван, чукча
- 2008 — Спадкоємці — чукча
- 2008 — Смальков. Подвійний шантаж — Вакутагін
- 2009 — Московський дворик — червоноармієць Джамбаєв
- 2010 — Гоп-стоп — колектор
- 2010 — Москва. Центральний округ 3 — капітан Геннадій Банзаров
- 2010 — Основна версія — оперативник Павло (Паштак) Таланов
- 2010 — Хлопець з Марса — маляр
- 2011 — Захист свідків — оперуповноважений Арат Монгуш
- 2011 — Заєць, смажений по-берлінськи — кухар Мерген
- 2012 — Кордон слідчого Савельєва — двірник
- 2012 — Вероніка. Втрачене щастя (телесеріал) — Алдар
- 2013 — Вероніка. Беглянка (телесеріал) — Алдар
- 2014 — Форт Росс: У пошуках пригод — Мамадаков
- 2015 — Байкальські канікули — Агван
- 2016 — Партизани — рядовий Улбамбеків
- 2016 — Слідчий Тихонов — Нігматулін, шофер
- 2016 — Двадцять вісім панфіловців — червоноармієць Алікбай Косаєв
- 2016 — Софія — Ахмат, хан Великої Орди
- 2017 — Служу! — Прапорщик Курхамбаєв (З 12-ї серії Герой Росії) / з 13-ї серії ст. прапорщик
- 2017 — З п'яти до семи
- 2018 — Острів-2 — молодий пірат
- 2018 — Поза грою — Костя
- 2018 — Людина, яка здивувала всіх — лікар
- 2019 — Біловоддя. Таємниця загубленої країни .
- 2020 — Сержант — «Китаєць»
- 2020 — Зона комфорту — Якут
- 2021 — Пастка — Тугулов («Батий»)